# Shōgitai

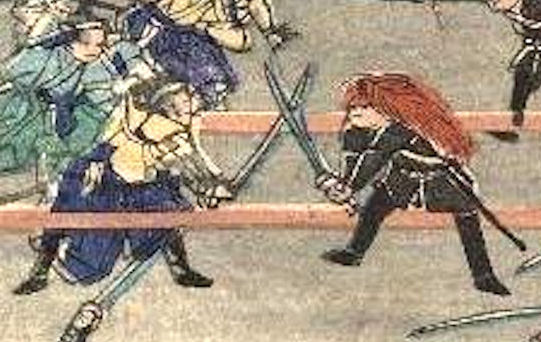
Duello tra uno Shōgitai (a sinistra) e uno Shaguma (a destra) nella battaglia di Ueno.

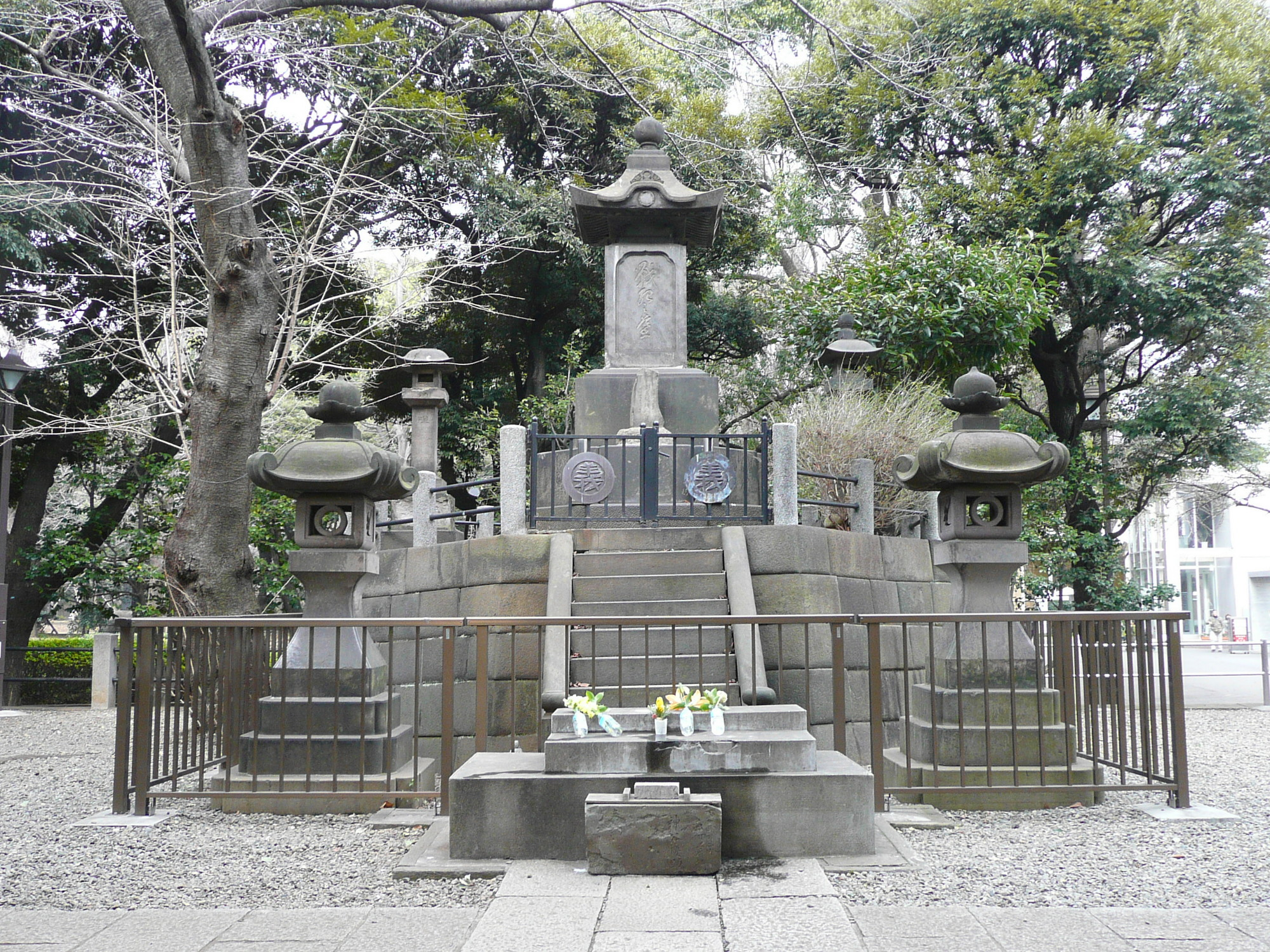
Monumento funebre allo Shōgitai nel Parco di Ueno.

Lo Shōgitai (彰義隊? lett. "Lega della rettitudine esemplare") era un corpo di élite dello Shogunato durante il periodo Bakumatsu in Giappone. I guerrieri dello Shōgitai presero parte attiva alle battaglie dalla guerra Boshin, specialmente alla battaglia di Toba-Fushimi e alla battaglia di Ueno, dove furono quasi completamente sterminati.